# Dorcadion mediterraneum
Dorcadion mediterraneum är en skalbaggsart som beskrevs av Stefan von Breuning 1942. Dorcadion mediterraneum ingår i släktet Dorcadion och familjen långhorningar. Inga underarter finns listade i Catalogue of Life.